# 즈춘루역
즈춘루역(중국어: 知春路站)은 중국 베이징시 하이뎬구 중관춘 가도·화위안루 가도·베이타이핑좡 가도 경계의 즈춘로·징바오 철로 교차로에 위치한 베이징 지하철 10호선과 13호선의 역이다. 13호선의 역은 2002년 9월 28일에 개통되었고, 10호선의 역은 2008년 7월 19일에 개통되었다.

## 위치
즈춘루 역은 즈춘로(知春路)와 징바오 철로의 교차점에 위치하고 있다. 13호선은 철도의 서쪽에 위치하여 즈춘로를 남북 방향으로 가로 지르며, 10호선은 철도의 동쪽에 위치하여 즈춘로를 따라 동서 방향으로 운행한다.

## 구조
13호선은 지상 2층 역의 일부로, 하부층은 대합실이고, 상부층은 상대식 승강장으로 설계된 승강장 층이다. 10호선은 지하 2층 역의 일부로,  상부층은 대합실 층이고 하부층은 승강장 층으로, 좁은 지하 공간에 대응하기 위해, 승강장 층은 3개의 통로가 서로 연결된 두 개의 독립적인 공간으로 분리 된 분리된 섬식 승강장 구조를 채택했다. 즈춘루 역은 10호선과 13호선의 환승역으로 사용되며 두 역은 지하 통로로 연결된다. 13호선의 남북 대합실은 10호선 대합실 서쪽의 동북(F) 출구와 환승 통로로 연결되어있다.
| F1   | 상대식 승강장, 오른쪽 출입문이 열림    | 상대식 승강장, 오른쪽 출입문이 열림 |
| F1   | 궤도 (동)                              | ← ■ 13호선 둥즈먼 방면 (우다오커우) |
| F1   | 궤도 (서)                              | ■ 13호선 시즈먼 방면 (다중쓰) →     |
| F1   | 상대식 승강장, 오른쪽 출입문이 열림    |                                     |
| 지면 | 대합실                                 | 출구, 13호선 대합실, 환승통로       |
| B1   | 대합실                                 | 10호선 대합실, 환승통로             |
| B2   | 궤도 (북)                              | ← ■ 10호선 외선순환 방면 (즈춘리)   |
| B2   | 분리형 섬식 승강장, 왼쪽 출입문이 열림 |                                     |
| B2   | 궤도 (남)                              | ■ 10호선 내선순환 방면 (시투청) →   |

- 13호선 즈춘루역 측면 승강장(2021년 1월 촬영)
- 2015년 정식 가동되어 13호선 즈춘루역 승강장에 설치된 반밀폐형 스크린도어(2015년 8월 촬영)
- 즈춘루역 13호선 북역사(2021년 11월 촬영)
- 즈춘루역 13호선과 10호선을 연결하는 환승통로 (2013년 2월 촬영)
- 10호선 즈춘루역 대합실(2021년 8월 촬영)
- 10호선 즈춘루역 승강장(2023년 7월 촬영)

### 출구
본 역에는 총 6개의 출구가 있다.:
- 13호선 2개 : 서북 (A), 서남 (B)
- 10호선 3개 : 동북 (F), 동남 (G1,G2)

|                                                     |                     |                                                                                              |      |            |
|                                                     |                     |                                                                                              |      |            |
| 출구                                                | 지시                | 출구 인근                                                                                    | 사진 | 무장애시설 |
| ■ 13호선 역사와 연결                                |                     |                                                                                              |      |            |
| (본 에스컬레이터는 둥즈먼 방향 승강장으로만 연결됨) | 즈춘로(知春路) 북측 |                                                                                              |      | 빈칸       |
| (본 에스컬레이터는 시즈먼 방향 승강장으로만 연결됨) | 즈춘로(知春路) 남측 |                                                                                              |      | 빈칸       |
| ■ 10호선 역사와 연결                                |                     |                                                                                              |      |            |
| 出口 · F                                            | 즈춘로(知春路) 북측 | 다윈춘(大运村)                                                                               |      | 빈칸       |
| 出口 · G · 1                                        | 즈춘로(知春路) 남측 | 중국의약빌딩(中国医药大厦), 국가위생건강위원회 즈춘루 사무실(国家卫生健康委员会知春路办公区) |      |            |
| 出口 · G · 2                                        | 즈춘로(知春路) 남측 |                                                                                              |      |            |
| 아이콘 설명: 경사로 \| 엘리베이터                   |                     |                                                                                              |      |            |

## 인접역
| 베이징 지하철 10호선 | 베이징 지하철 10호선   | 베이징 지하철 10호선   |
| -------------------- | ---------------------- | ---------------------- |
| 즈춘리 외선순환 방면 | ■ 베이징 지하철 10호선 | 시투청 내선순환 방면   |
| 베이징 지하철 13호선 |                        |                        |
| 다중쓰 시즈먼 방면   | ■ 베이징 지하철 13호선 | 우다오커우 둥즈먼 방면 |